# 2692 Chkalov
2692 Chkalov è un asteroide della fascia principale. Scoperto nel 1976, presenta un'orbita caratterizzata da un semiasse maggiore pari a 2,5840940 UA e da un'eccentricità di 0,1807470, inclinata di 9,29632° rispetto all'eclittica.